# Игра в ящик
«Игра в ящик» («Похороненные») — французская детективная кинокомедия с Луи де Фюнесом, снятая по роману Кларенса Веффа «Жил-был покойник» («Y avait un macchabee»).

## Сюжет
Жо (Морис Биро) и Ритон по кличке Чирик выходят из тюрьмы после нескольких лет заключения. За это время невеста Чирика Роки (Мирей Дарк) завела себе нового дружка — вора по имени Жак (Луи де Фюнес). Чирик вне себя от злости и мечтает встретиться с Жаком для мужского разговора. У Жо совсем другая мечта — ему очень хотелось бы разбогатеть и жить с размахом, как до тюрьмы. Желая попытать счастья, он просит Чирика поставить для него на тотализаторе на 7, 9, 18. Сделав ставку, Чирик кладет билет в нагрудный карман и вдруг… видит Жака. Начинается погоня. Жак прячется в театре, в котором играет его кузен Жером (Мишель Серро). Там Чирик настигает своего врага и пытается убить его, но случайно погибает сам. Жак прячет труп в футляр от контрабаса, который забирает с собой Жером. По пути из театра домой они попадают на вечеринку, где встречаются с Жо и Роки. Там-то и выясняется, что за «контрабас» находится в футляре. Не зная, куда деть труп, Жером везёт его к себе домой. Жак тоже решает пока спрятаться у него. На следующий день становится известно, что в лотерею выиграл поставивший на 7, 9, 18. Победитель должен получить двести миллионов франков. Жо вспоминает, что это его комбинация, и пытается разыскать труп Чирика, в кармане пиджака которого должен быть выигрышный билет.

## В ролях
- Луи де Фюнес — Жак, вор
- Мирей Дарк — Роки, невеста Чирика
- Мишель Серро — Жером, кузен Жака, актёр
- Морис Биро — Большой Жо
- Джанни Мюзи — Ритон Чирик
- Франсис Бланш — дядя Жерома
- Леон Зитрон